# Zona Reservada Río Nieva
Die Zona Reservada Río Nieva ist ein Schutzgebiet in Nord-Peru in der Region Amazonas. Das Reservat wurde am 1. Oktober 2010 eingerichtet. Verwaltet wird es von der staatlichen Naturschutz-Agentur Servicio Nacional de Areas Naturales Protegidas por el Estado (SERNANP). Das Areal besitzt eine Größe von 363,48 km². Es dient der Erhaltung des tropischen Nebelwaldes und damit einem Ökosystem endemischer und bedrohter Pflanzen- und Tierarten.

## Lage
Das Schutzgebiet befindet sich im Distrikt Yambrasbamba in der Provinz Bongará. Es erstreckt sich über das Quellgebiet des Río Nieva am Ostrand der peruanischen Zentralkordillere.

## Ökosystem
In dem Schutzgebiet gedeihen 19 endemische Pflanzenarten, darunter Oreopanax mathewssi, Chusquea dombeyana und Polylepis multijuga sowie bedrohte Pflanzenarten wie Myrcianthes discolor, Coryanthes macrocorys und Masdevallia hymenantha. Außerdem befinden sich in dem Areal Nutzhölzer wie Inga, Protium, Pouteria, Hevea und Virola. Ferner kommen die Gattungen Alsophila und Cyathea aus der Ordnung der Baumfarne in dem Gebiet vor.
Zu den Säugetier-Arten im Schutzgebiet gehört der Brillenbär (Tremarctos ornatus), der Gelbschwanz-Wollaffe (Oreonax flavicauda), der Anden-Nachtaffe (Aotus miconax), der Weißstirn-Kapuzineraffe (Cebus albifrons), das Neunbinden-Gürteltier (Dasypus novemcinctus) und der Weißstirnklammeraffe (Ateles belzebuth).
Wichtige Vogelarten im Reservat sind die Harpyie (Harpia harpyja) und der Rotkehlkarakara (Ibycter americanus).